# Waldrip Ledge
Waldrip Ledge är en bergstopp i Antarktis. Den ligger i Östantarktis. Australien gör anspråk på området. Toppen på Waldrip Ledge är 900 meter över havet.
Terrängen runt Waldrip Ledge är kuperad österut, men västerut är den platt. Terrängen runt Waldrip Ledge sluttar norrut. Trakten är obefolkad. Det finns inga samhällen i närheten. 